# Cellulare (polizia)

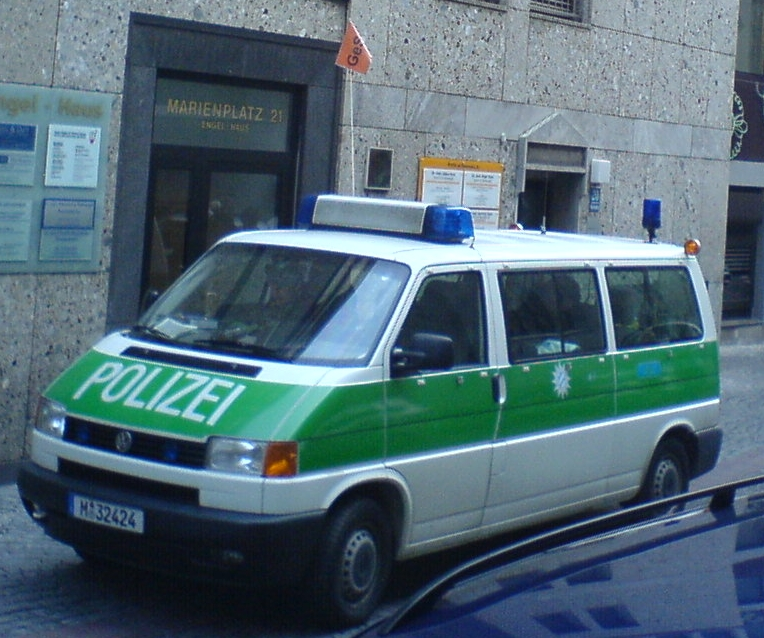
Un cellulare della polizia federale tedesca.

Il cellulare è un furgone ad uso della Polizia Penitenziaria per il trasporto dei detenuti. In passato era usato dal Nucleo Traduzioni dell'Arma dei Carabinieri.
Nell'uso comune per cellulare si intendono gli automezzi utilizzati dalle forze dell'ordine per il trasporto del proprio personale durante manifestazioni e altre attività di ordine pubblico.